# 美良布町
美良布町（びらふまち）は、高知県香美郡にあった町。
現在の香美市の南西部、国道195号の沿線、概ね物部川の中流左岸にあたる。本項では町制前の名称である美良布村（びらふむら）についても述べる。

## 地理
- 河川：物部川
- 山岳：清水ヶ森、平家ヶ森、熊王山

## 歴史
- 1889年（明治22年）4月1日 - 町村制の施行により、吉野村・小川村・韮生野村・上野尻村・下野尻村・太郎丸村・橋川野村・萩野村・岩改村・日野御子村の区域をもって美良布村が発足。
- 1947年（昭和22年）2月11日 - 美良布村が町制施行して美良布町となる。
- 1955年（昭和30年）4月1日 - 西川村の一部（口西川・中西川・奥西川の各一部）を編入。
- 1956年（昭和31年）3月30日 - 暁霞村と合併して大宮町が発足。同日美良布町廃止。

## 交通

### 道路
- 土佐中街道（現・国道195号）